# Cynanchum javanicum
Cynanchum javanicum là một loài thực vật có hoa trong họ La bố ma. Loài này được (Koord.-Schum.) Bakh. f. mô tả khoa học đầu tiên năm 1950.